# Sac fécal

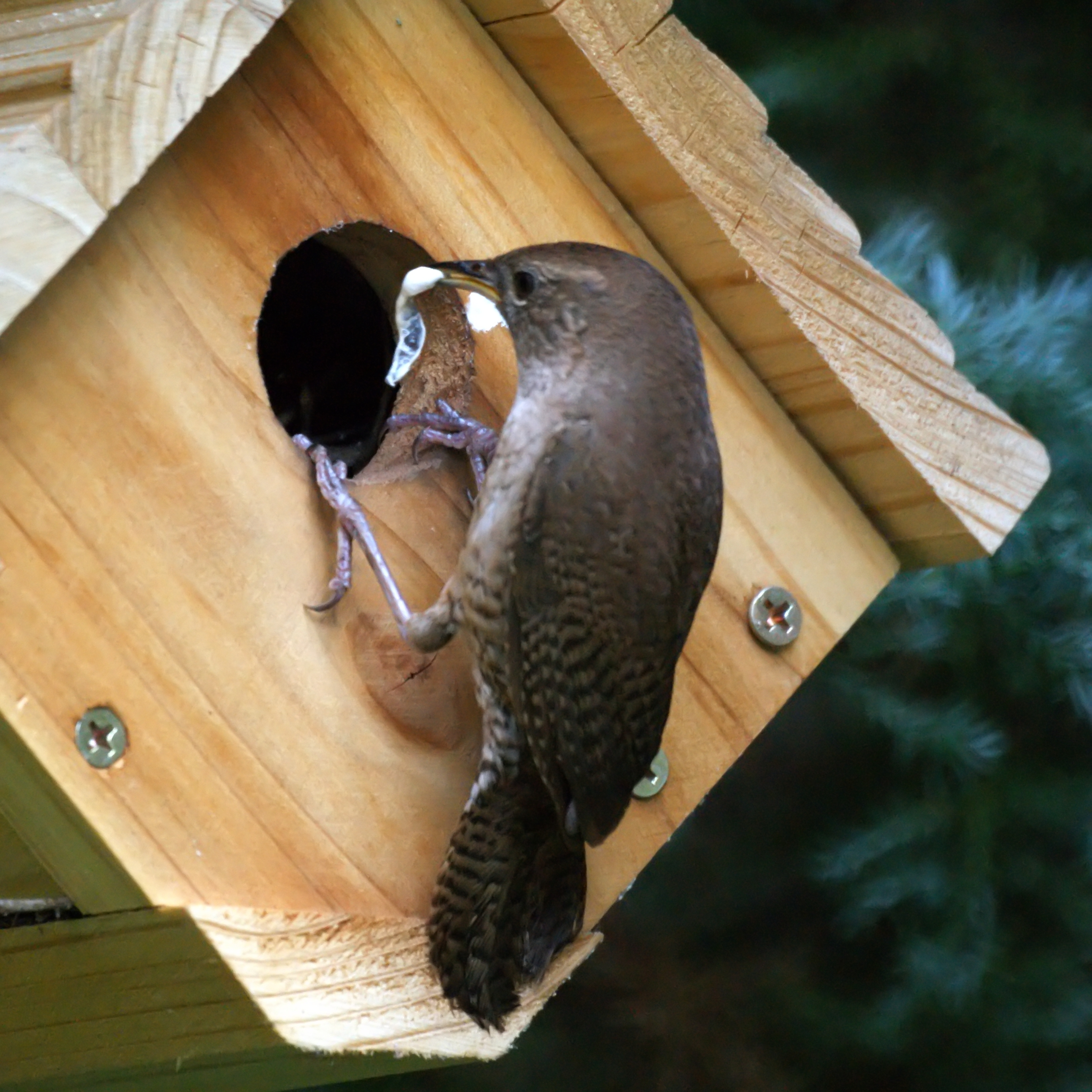
Troglodyte familier retirant un sac fécal de son nid

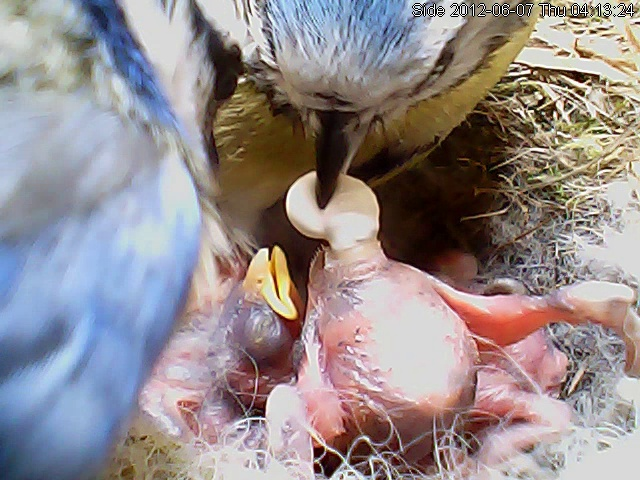
Une Mésange bleue adulte récupérant le sac fécal d'un oisillon (juste éclos, encore nu et aveugle).

Le sac fécal est une poche muqueuse résistante et blanchâtre renfermant les déjections des oisillons au nid. Les adultes mangent les sacs fécaux ou les transportent et les abandonnent à plusieurs mètres du nid ce qui a pour résultat d'assurer l’hygiène du nid et d’éviter que les déjections à proximité ne révèlent la présence du nid aux prédateurs. Ce comportement s'observe principalement chez les Passeriformes et les Picidae.